# Pyropelta sibuetae
Pyropelta sibuetae là một loài ốc biển nhỏ, động vật thân mềm chân bụng sống ở biểns trong họ Pyropeltidae.

## Phân bố
This small limpet occurs at methane seeps off the Congo River